# Церква Архістратига Михаїла (Свалява)
Церква Архістратига Михаїла (Свалява) — лемківська церква в передмісті Бистрий міста Свалява (вулиця Бистрянська), Закарпатської області, пам'ятка архітектури національного значення.

## Історія
Церква розташована на пагорбі в передмісті Бистрий міста Свалява (вулиця Бистрянська), який до входження в склад міста був окремим селом. Зруби церкви та перекриття нави з одним заломом датовані 1588 роком, коли церква стояла на іншому місці (місце вище на пагорбі Берда, що знаходиться далі від центру Сваляви) і була освячена на честь Миколая Чудотворця. У другій половині XVII ст. в храмі служили священники з династії Ціванків, а в 1733 р. Петро Ціванко назвався Ців'янковичем. На стінах бабинця є дати: «РКУ БЖ АΨЛГ (1733)», що може свідчити про дату її ремонту.
Через загрозу зсуву ґрунту церкву перенесли на нинішнє місце. За іншими версіями причиною перенесення було те, що село розбудовувалося вниз по пагорбу. Також за місцевим повір'ям причиною перевезення могло бути ураження блискавкою на попередньому місці розташування церкви молодої дівчини, яка померла від цього. Перевозили церкву волоком. Її перебудували розширивши в 1759 році (датується по різьбі на надпоріжнику закритому наличником пізніших двостулкових дверей). Так було перероблено на коробове склепіння верхній залом перекриття нави, добудовано 15-ти метрову башту над бабинцем. Тоді ж її освятили на честь Архістратига Михаїла. З кінця 1940-х років церква була закрита, а в 1972 р. її реставрував львівський архітектор та дослідник Іван Могитич, після чого її внести до список пам'яткок архітектури Української РСР, які перебувають під охороною (№ 1129). З початку 1990-х зрам знову діючий, ним опікується громада Української православної церкви московського патріархату — настоятель о. Василь. В ньому зберігаються реєстраційні книги про народження, хрещення, вінчання, одруження і смерть місцевих жителів та церковнослов'янські книги (семипісенниця «Трівідіон», видана 1667 р. у Львові приватним друкарем Михайлом Сливкою).
В 2010 році було розпочато роботи з реконструкції храму.
Стару двоярусну каркасну дзвіницю, яка стояла обабіч церкви розібрали в 2000-2001 роках, Від неї збереглася лише дерев'яна маківка, яку поставили на нову муровану двоярусну кам'яну дзвіницю в якій вміщується частина із збережених дзвонів, придбаних у 1905, 1928, 1938, 1952 роках. В цоколі дзвіниці замуровано послання наступним поколінням. Поруч з храмом розташовано також старе кладовище, яке діяло до 1930 року.

## Архітектура

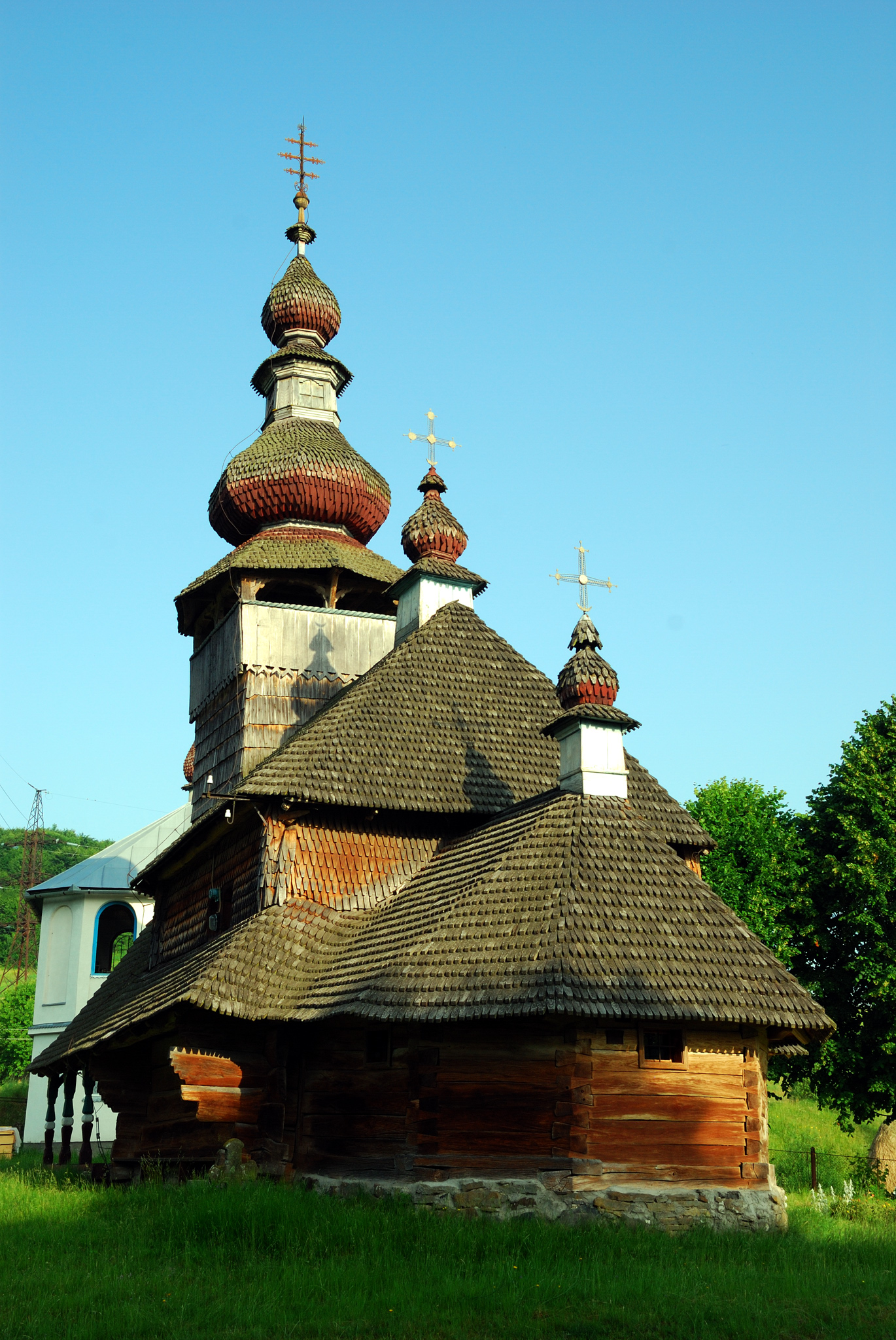
Плавний перехід між дахом вівтаря та опасанням церкви

Церква розташована на кам'яному фундаменті на глиняному розчині з кам'яним цоколем із заходу (бабинець) на схід (вівтарна частина). Конструкційно храм складається з трьох дубових зрубів. Над зрубом бабинця виситься 15 метрова квадратна в плані барокова вежа з акадною галереєю голосників та восьмигранною двоярусною банею. Характерним для такого типу храмів є різна ширина зрубів, з яких зруб нави найширший, а зруб вівтаря має п'ятигранну форму. Церква має три дахи які спускаються від даху бабинця через дах нави до даху вівтаря, який з'єднано поступовим переходом з опасанням храму, яке переходить у відкритий ганок на фасаді храму з галереєю та ажурними стовбчиками. Дахи храму, стіни від даху до опасання включно покрито гонтом. Дахи вівтаря і нави увінчано маківками — сигнатурками. На маківках та башті є три ажурні барочні хрести. Опасання спирається на випусти нижніх вінців зрубів.
В церкві коробові перекриття нави та вівтаря і плоске склепіння бабинця. Іконостас храму датовано другою половиною XVII ст. В ньому вирізняються царські врата із позолоченими та розфарбованими елементами, а також ажурною різьбою. В церкві збереглися низка ікон XVII-XVIII століття, найстарішою з яких вважається ікона Святого Миколая.